# Regions de la Unió Europea
La Unió Europea va crear el Comitè de les Regions per representar les regions de la Unió Europa, entenen regions com el nivell administratiu que queda per sota d'un estat. El Comitè té la seu a Brussel·les.
Les raons donades per això inclouen:
- Les reclamacions històriques i culturals d'autonomia de diverses regions.
- L'enfortiment de la situació política i econòmica en les regions.

El terme "regió" tal com s'utilitza aquí incloïa, quan el Regne Unit formava part de la Unió Europea, Gal·les i Escòcia, que no són països sobirans, sinó nacions constitutives reconegudes pel Govern del Regne Unit i no es refereixen als dos territoris com "regions".
Alguns estats que han tingut històricament una administració molt centralitzada han traspassat poder polític a les regions. Per exemple la devolució de poder per part del Regne Unit a Escòcia, Gal·les (segons les lleis: Scotland Act 1998 i Government of Wales Act 1998), les actuals negociacions de França amb Còrsega. Altres estats han tingut regions fortes, com la República Federal d'Alemanya; altres s'han estructurat sobre la base del govern nacional i municipal amb poc en el medi.

## Competències
Les autoritats regionals i locals elegeixen els delegats del Comitè de les Regions. El Comitè és un òrgan consultiu, i se li pregunta sobre les noves polítiques i lleis sobre les següents àrees:	
- Educació
- Formació
- Cultura
- Salut pública
- Suport antidroga
- Xarxes transeuropees
- Cohesió social i econòmica
- Fons estructurals

Sobre certes qüestions treballa en associació amb el Comitè Econòmic i Social.

## Influència política
La política del regionalisme té el seu impacte a nivell paneuropeu. Les regions d'Europa han pressionat per una major veu en els afers de la UE, especialment els estats federats alemanys. Això ha donat lloc a la creació en el tractat de Maastricht el Comitè de les Regions, i la disposició de què els estats membres estaran representats en el Consell de Ministres pels seus governs regionals.
El desig dels estats federats alemanys però s'ha vist frustrada per altres estats membres de la Unió Europea, que s'oposen a la participació directa de les regions a la UE en la presa de decisions. Els estats federats alemanys han pressionat amb èxit el govern alemany (que al seu torn ha pressionat al Consell Europeu) per al CIG 2004 per fer front a la divisió de poders entre els nivels dels governs de la UE, nacionals i regionals.

## Història

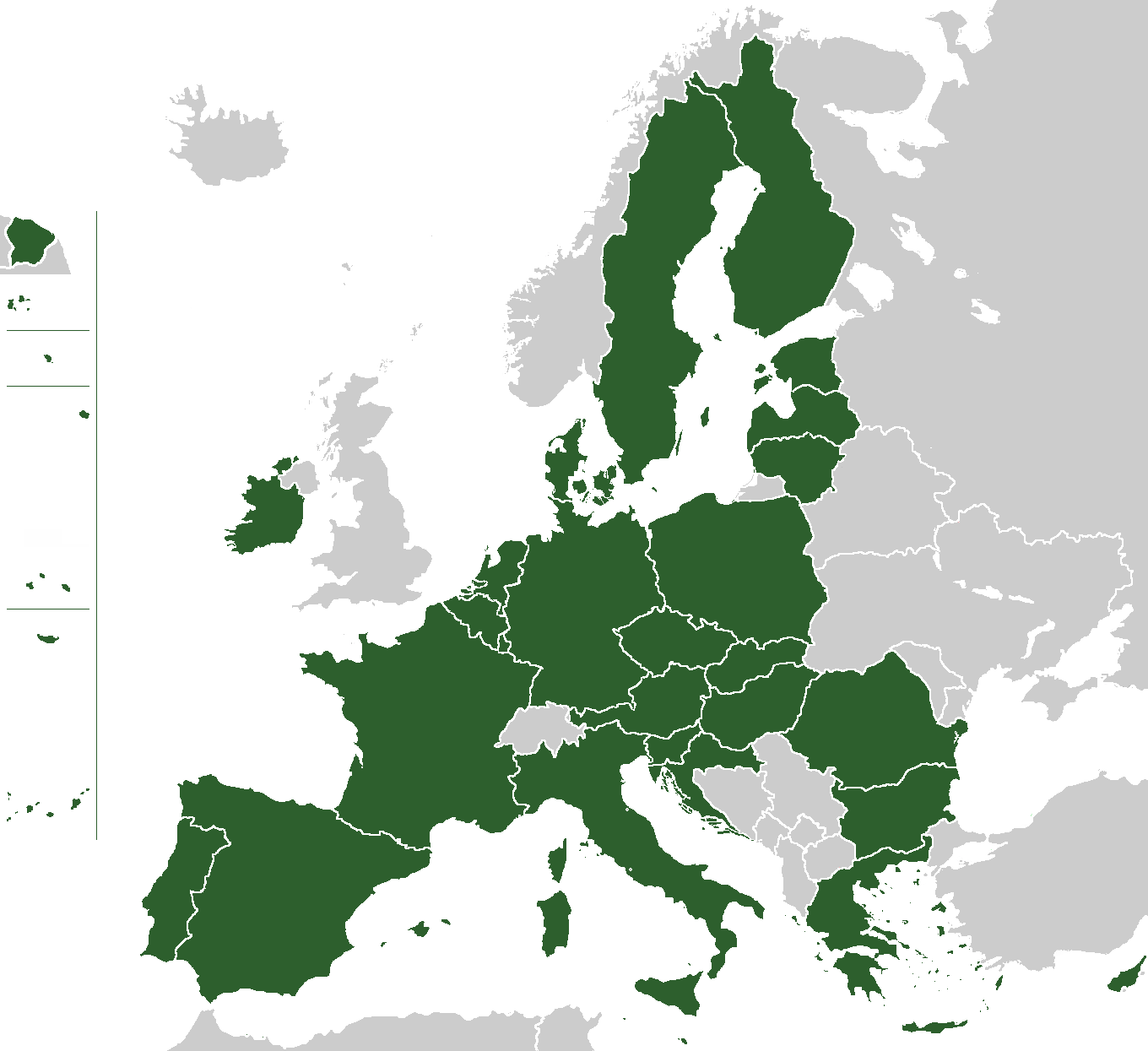
Estats membres de la UE

La idea d'una representació de regions en l'administració de la Unió Europea està relacionat amb la llarga història de les regions autònomes o països no sobirans. Alguns exemples són Flandes, com una regió autònoma de Bèlgica; el País Basc, al nord-est d'Espanya i sud-oest de França; Catalunya a l'est d'Espanya i sud-oest de França. Al Regne Unit, que va deixar la unió l'any 2020, Escòcia i Gal·les són països reconeguts com a tal pel Govern del Regne Unit, tot i que no són sobirans. Tots aquests llocs tenen algun moviment nacionalista (vegeu moviment flamenc, nacionalisme basc, catalanisme, nacionalisme gallec, nacionalisme gal·les, independència d'Escòcia i moviment d'autogovern còrnic).